# Khategaon
Khategaon è una suddivisione dell'India, classificata come nagar panchayat, di 21.018 abitanti, situata nel distretto di Dewas, nello stato federato del Madhya Pradesh. In base al numero di abitanti la città rientra nella classe III (da 20.000 a 49.999 persone).

## Geografia fisica
La città è situata a 22° 36' 0 N e 76° 55' 0 E e ha un'altitudine di 304 m s.l.m..

## Società

### Evoluzione demografica
Al censimento del 2001 la popolazione di Khategaon assommava a 21.018 persone, delle quali 11.026 maschi e 9.992 femmine. I bambini di età inferiore o uguale ai sei anni assommavano a 3.277, dei quali 1.699 maschi e 1.578 femmine. Infine, coloro che erano in grado di saper almeno leggere e scrivere erano 13.781, dei quali 8.206 maschi e 5.575 femmine.